# 牛兰英
牛兰英（1963年8月—），女，汉族，河南卢氏人，中华人民共和国政治人物。曾任河南省第十一届人大代表，八届省政协委员，四、五届市委委员。现任市委常委兼三门峡市宣传部部长。

## 生平
1983年参加工作。1984年4月，加入中国共产党。1983年至1996年在卢氏县各类机构工作。1996年3月起，担任三门峡市团市委副书记、党组副书记，党组书记。2002年12月起，担任三门峡市纪律检查委员会副书记，第一副书记。2007年3月起，任中共陕县县委副书记、陕县县长，县委书记。2012年5月起担任三门峡市副市长，主管农村农业工作。
2021年12月，担任三门峡市人大常委会副主任。
2024年4月24日，牛兰英涉嫌“严重违纪违法”接受河南省纪委监委纪律审查和监察调查。